# Pflugsmühle
Pflugsmühle (fränkisch: Bflugsmil) ist ein Gemeindeteil der Stadt Abenberg im Landkreis Roth (Mittelfranken, Bayern). Pflugsmühle liegt in der Gemarkung Beerbach.

## Geografie
Die Einöde liegt am linken Ufer der Fränkischen Rezat an der Mündung des Beerbachs von dieser Seite. Im Osten liegt das Flurgebiet Steinhaigen, das heute als Golfplatz genutzt wird. 0,5 km nördlich liegt die Bramenleite, 0,5 km westlich liegt das Waldgebiet Hölzlein und der Eichenbühl (399 m ü. NHN). 1 km südöstlich erhebt sich der Spalter Berg.
Eine Gemeindeverbindungsstraße führt nach Beerbach zur Kreisstraße RH 9 (1,1 km nordöstlich) bzw. zur Staatsstraße 2223 (0,3 km westlich).

## Geschichte
Die Pflugsmühle wurde wohl im 13. Jahrhundert an der Burgunderstraße errichtet. 1401 wurde sie erstmals urkundlich erwähnt. Das Bestimmungswort des Ortsnamens ist wohl der Nachname des damaligen Besitzers, Pflug.
Die relativ hohen Zehntabgaben der Pflugsmühle von 23⁄4 Simra Korn, 60 Eiern und einem Fastnachtshuhn, zusätzlich zum Frondienst an der Furt und im Spital zu Schwabach, lassen vermuten, dass der Hof im Mittelalter Teil des Abenberger Servitiums zur Ausstattung der königlichen Tafel in Nürnberg war.
1460, 1517 und 1549 wurde die Pflugsmühle in den Salbüchern des eichstättischen Kollegiatstifts St. Nikolaus zu Spalt aufgelistet. Grundherr des Anwesens war das Kollegiatstift. 1544 soll das Spital Schwabach ihr Grundherr geworden sein.
Im 16-Punkte-Bericht des Oberamts Windsbach aus dem Jahr 1608 wurde für Pflugsmühle eine Mannschaft verzeichnet, die dem Spital Schwabach als Grundherrn hatte. Das Hochgericht übte das brandenburg-ansbachische Kasten- und Stadtvogteiamt Windsbach aus.
Noch bis ins 18. Jahrhundert hatten die Pflugsmüller und Beerbacher für die Pflege der Furt und den Knüppelbelag des sumpfigen Talüberganges zu sorgen, wofür der Mühle ein großer Wald zur Verfügung stand. Mit dem Mühlwehr war im Sommer der Wasserstand der Furt regulierbar.
Gegen Ende des 18. Jahrhunderts gehörte die Pflugsmühle zur Realgemeinde Beerbach. Das Hochgericht übte das Kasten- und Stadtvogteiamt Windsbach aus. Die Mahl- und Sägemühle hatte das Spital Schwabach als Grundherrn. Unter der preußischen Verwaltung (1792–1806) des Fürstentums Ansbach erhielt die Pflugsmühle bei der Vergabe der Hausnummern die Nr. 1 des Ortes Beerbach. Von 1797 bis 1808 unterstand der Ort dem Justiz- und Kammeramt Windsbach.
Im Rahmen des Gemeindeedikts wurde Pflugsmühle dem 1808 gebildeten Steuerdistrikt Wassermungenau und der 1810 gegründeten Ruralgemeinde Wassermungenau zugeordnet. Mit dem Zweiten Gemeindeedikt (1818) wurde Pflugsmühle in die neu gebildete Ruralgemeinde Beerbach umgemeindet. Am 1. Mai 1978 wurde diese im Zuge der Gebietsreform in Bayern nach Abenberg eingemeindet.
Heute wird die Mühle als Bäckerei mit anliegendem Biergarten genutzt.

### Bodendenkmal
- Richtung Beerbach im Mauerfeld gab es eine Siedlung der Urnenfelder- und Latènezeit.[16]

### Einwohnerentwicklung
| Jahr      | 001818 | 001840 | 001861 | 001871 | 001885 | 001900 | 001925 | 001950 | 001961 | 001970 | 001987 |
| Einwohner | 12     | 10     | 14     | 14     | 13     | 11     | 12     | 8      | 13     | 13     | 19     |
| Häuser    | 2      | 1      |        |        | 1      | 1      | 2      | 1      | 2      |        | 2      |
| Quelle    | [ 18 ] | [ 19 ] | [ 20 ] | [ 21 ] | [ 22 ] | [ 23 ] | [ 24 ] | [ 25 ] | [ 26 ] | [ 27 ] | [ 1 ]  |

## Religion
Der Ort ist seit der Reformation evangelisch-lutherisch geprägt und bis heute nach St. Andreas (Wassermungenau) gepfarrt. Die Einwohner römisch-katholischer Konfession sind nach St. Jakobus (Abenberg) gepfarrt.